# Gitterrost

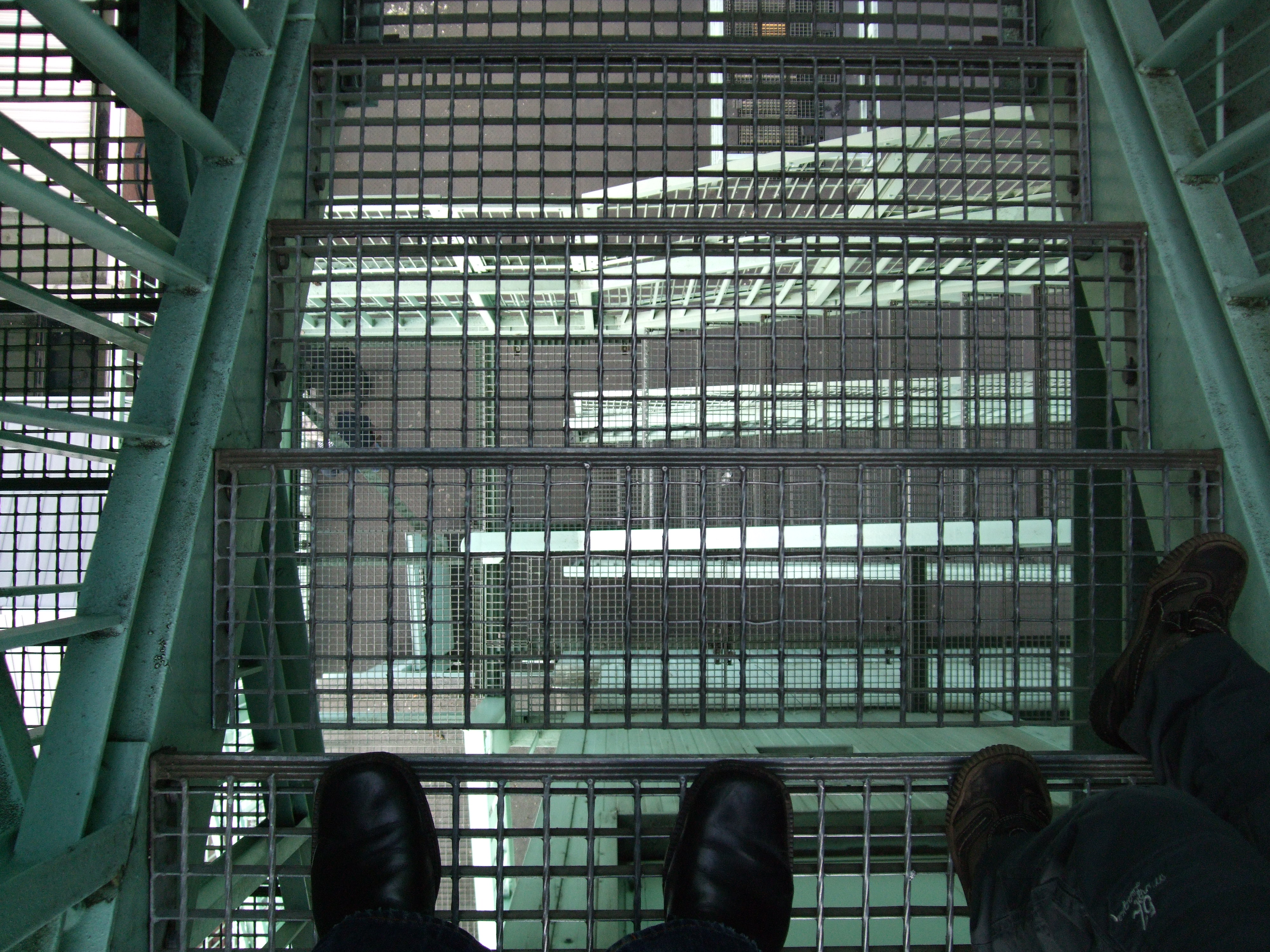
Gitterroste in der Treppe eines Förderturms

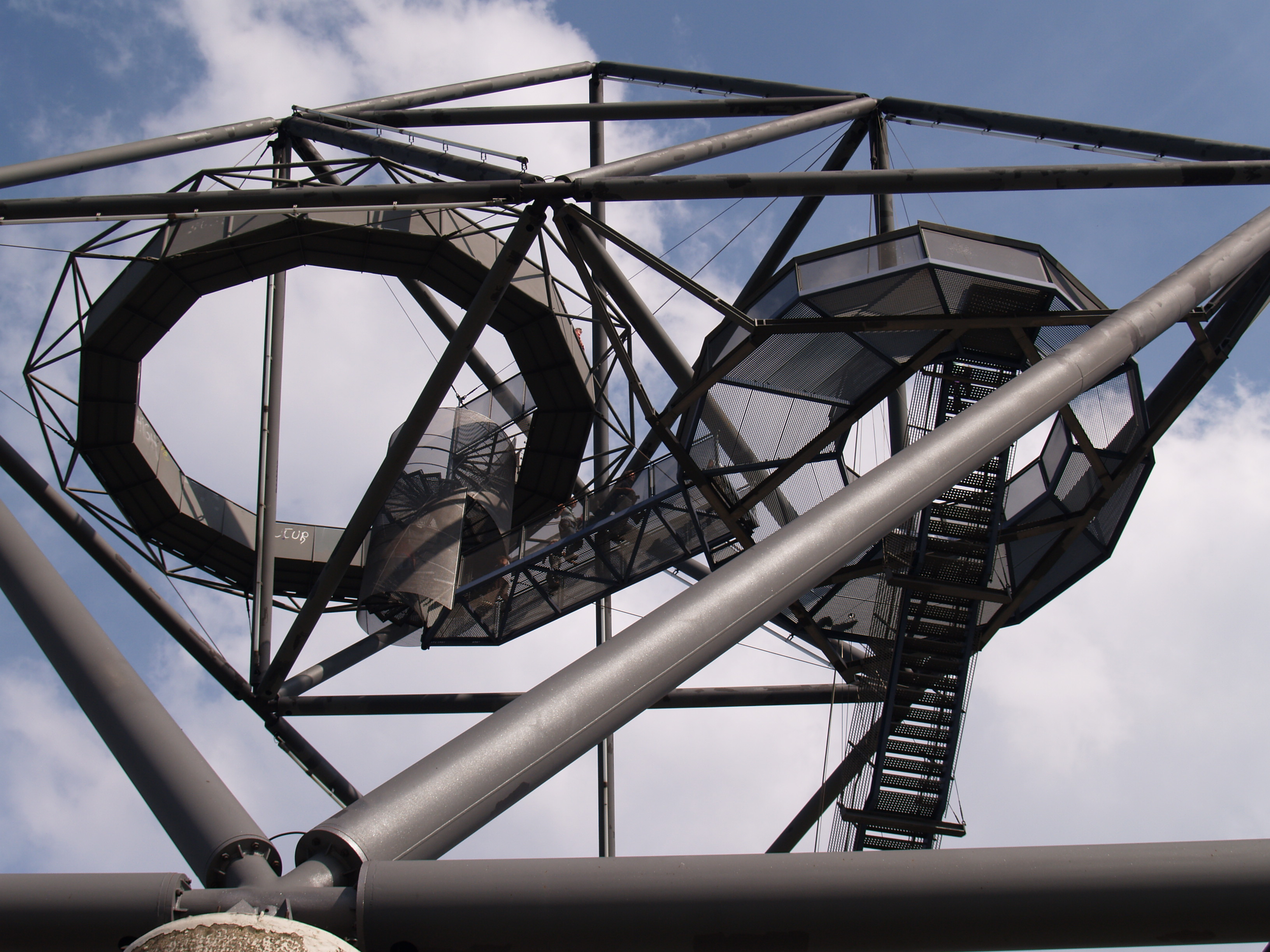
Gitterroste und Lochbleche am Tetraeder Bottrop

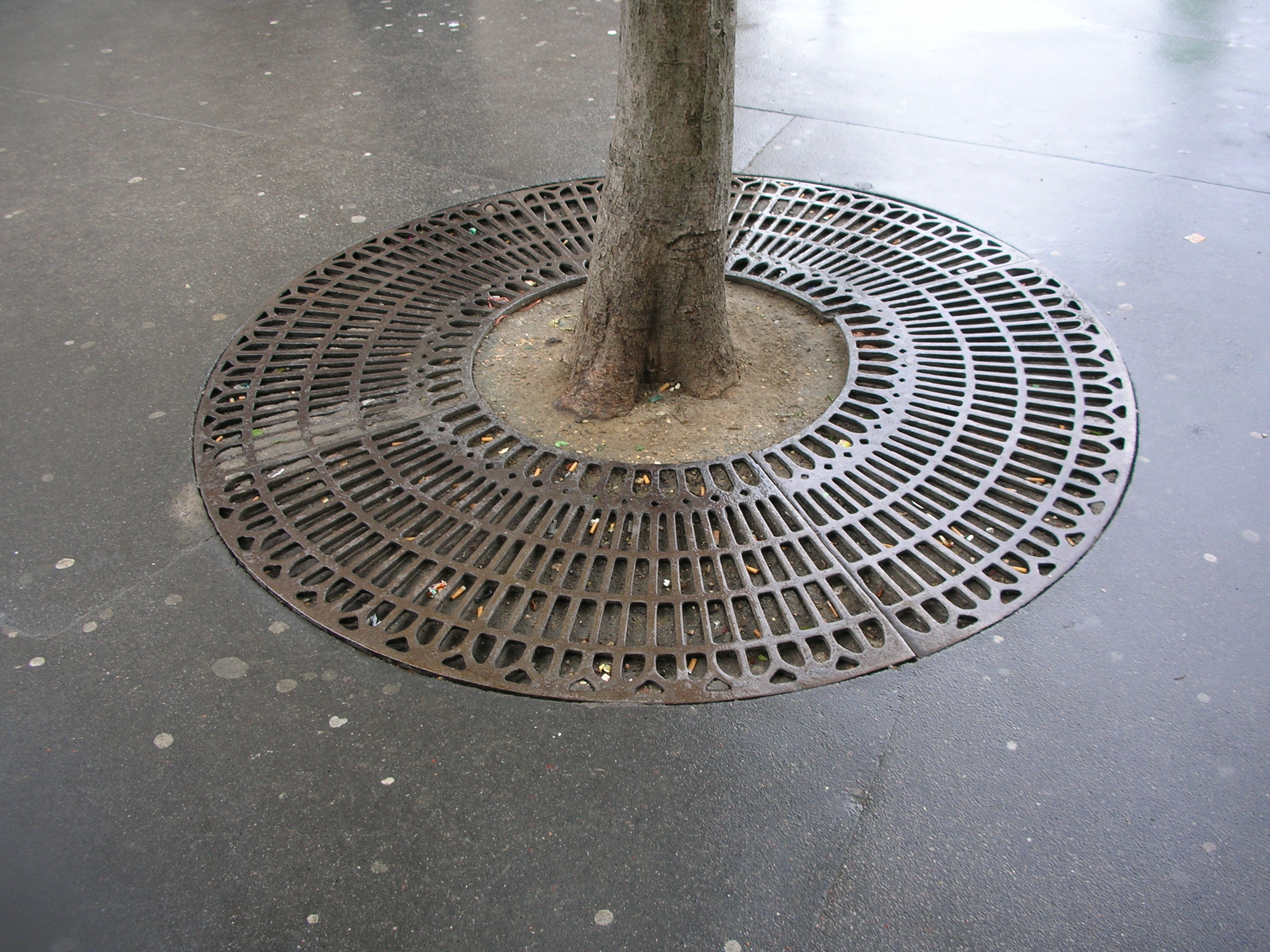
Gitterrost zum Baumschutz

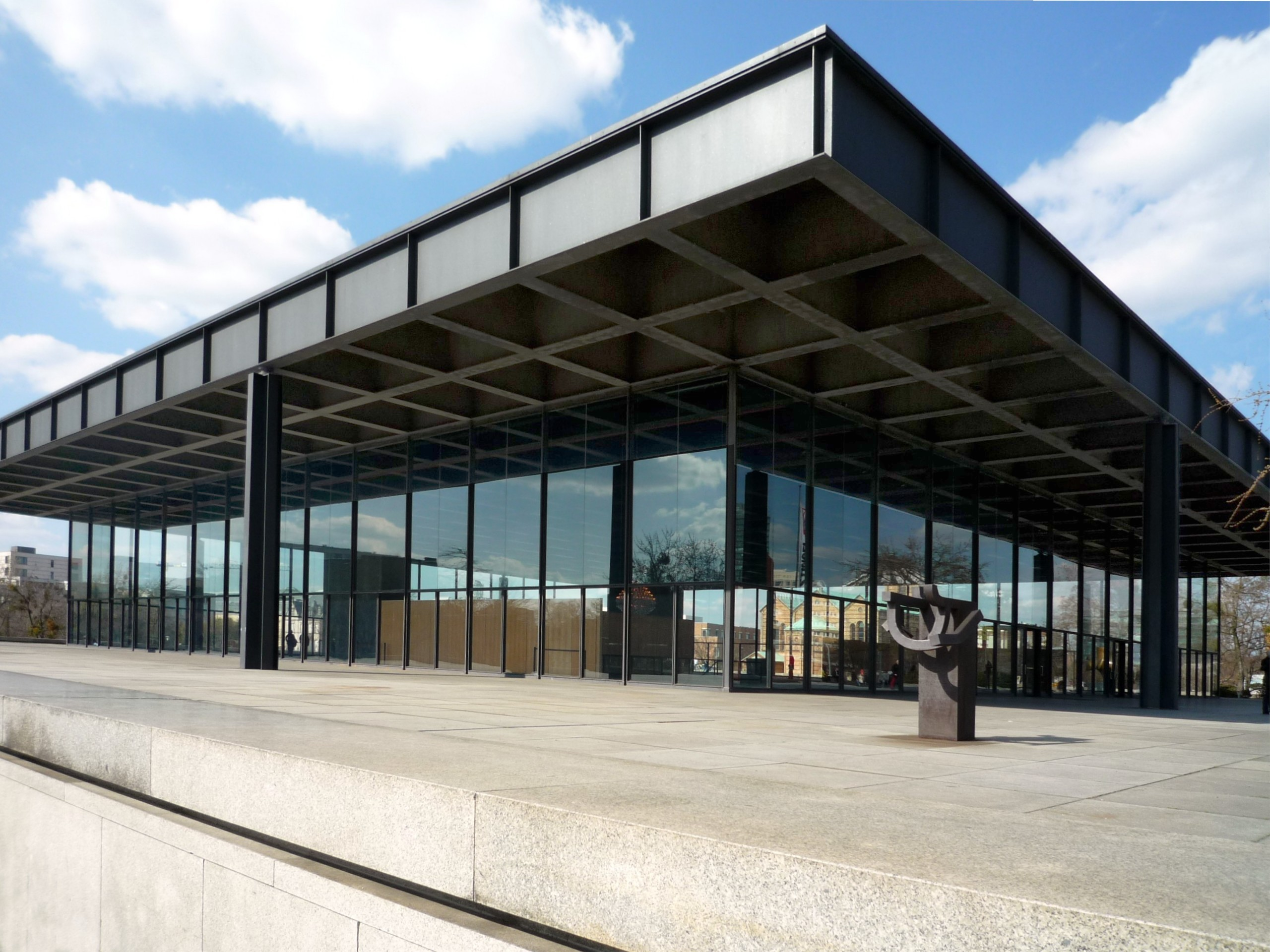
Die Neue Nationalgalerie Berlin mit einem Gitterrost als Dachkonstruktion

Ein Gitterrost ist ein horizontales, belastbares (z. B. begehbare oder befahrbare) Gitter plattenförmige Konstruktion mit vielen Öffnungen.
Gitterroste werden als Luftgitter, Trittstufen, Laufstege, Podeste, Plattformen sowie Abdeckungen für Schächte und andere Öffnungen verwendet.
Traditionell wurden Gitterroste aus Holz in verschiedenen handwerklichen Verbindungstechniken hergestellt. Monolithische Gitterroste können aus Gusseisen oder faserverstärkten Kunststoffen gefertigt werden.
Heute bestehen Gitterroste meist aus sich rechtwinklig kreuzenden Flachprofilen aus Stahl, die miteinander verschweißt oder verpresst sind und danach feuerverzinkt werden. Die höheren Tragstäbe geben die Lastabtragungsrichtung des Gitterrostes vor. Die Tragstäbe werden durch die kleineren Querstäbe verbunden. Zur Stabilisierung des Gitterrostes werden ringsum oft Stahlprofile als Randeinfassung angeschweißt.
Je nach Verbindungsweise von Trag- und Querstäben wird nach Schweißpress-, Press-, Durchsteck- und Einsteckrosten unterschieden.
Gitterroste dieser Bauart werden auch Lichtgitterrost oder Lichtgitter genannt. Die Bezeichnungen gehen auf die Lichtgitter-Gesellschaft zurück, die als erste ab 1929 in industriellem Maßstab Gitterroste herstellte.
Blechprofilroste werden in ähnlichen Elementgrößen wie Gitterroste gefertigt und die Einsatzgebiete überschneiden sich weitgehend.
Im Gegensatz zu Gitterrosten werden Blechprofilroste jedoch nicht aus einzelnen Stäben zusammengesetzt, sondern durch Walzen, Prägen und Stanzen aus Aluminium- oder Stahlblechtafeln gefertigt.
In neuerer Zeit werden Gitterroste auch aus Edelstahl, Aluminium, glasfaserverstärktem Kunststoff und in Ausnahmefällen aus Messing hergestellt.

## Verlegung
Bei der Verlegung von Gitterrosten auf ihrer Unterkonstruktion ist die Richtung der Tragstäbe (von Auflager zu Auflager) zu beachten. Um Einbaufehler zu vermeiden, sollten bei nur zweiseitiger Auflagerung quadratische Gitterrostabmessungen vermieden werden. Bei nachgiebigem Auflager sollten befahrbare Gitterroste mit mindestens vier Schraubverbindungen gesichert werden, um ein Abheben des Gitterrostes in jeder denkbaren Stellung der Verkehrslast zu vermeiden. Es gibt von den Gitterrostanbieter Belastungstabellen, welche angeben, wie groß der Tragstab bei welcher Belastung sein muss und wie viel dieser an den Enden und dazwischen aufliegen muss. Es wird nach Grenzzustand der Tragfähigkeit und Grenzzustand der Gebrauchstauglichkeit unterschieden.

## Anwendungen
Verwendet werden sie in erster Linie in stählernen Industriebauten, wie Kraftwerken und Anlagen der chemischen Industrie zur Unterteilung und Gliederung der Stockwerke. Auch die Stufen der Treppen zwischen den Stockwerken bestehen aus Gitterrosten.

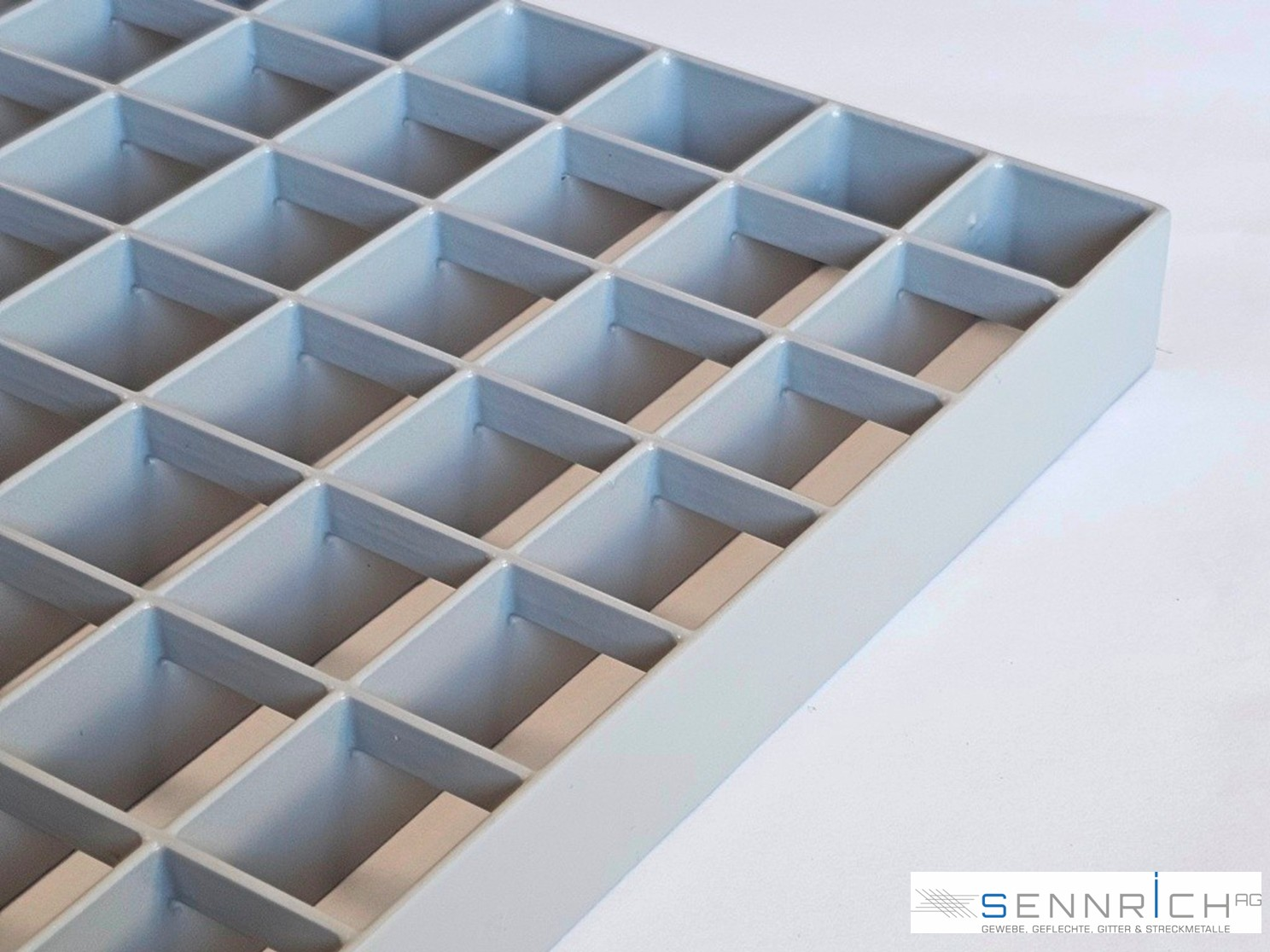
Pressroste werden ineinander gepresst, daher der Name Pressrost.

Im Außenbereich, insbesondere in klimatisch extremen Regionen, werden Gitterroste als Konstruktionselement am Bau gerne verwendet, weil Regen und Schnee durch sie hindurchfallen. Dadurch können eine aufwändige Entwässerung und das Schneeräumen eingespart werden. Wegen dieser Eigenschaft werden Gitterroste auch für die Plattformen von Sendetürmen verwendet.
Gitterroste werden zunehmend auch als Geländer, Fassaden- oder Verschattungselemente und anderen Anwendungen in der Architektur eingesetzt.
Im Wohnbereich dienen Gitterroste zur Abdeckung der Lichtschächte von Kellerfenstern. So können Tageslicht und Luft in darunterliegende Räume gelangen.
Ein Gitterrost beim Lichtschacht ist ein Pressrost der aus 2 Typen von Stäben besteht. Deshalb ist der Gitterrost für den Kellerschacht aus Tragstäben und Füllstäben bestehend. Die Tragstäbe und Füllstäbe werden mit einer Presse miteinander mit hohem Druck zusammengepresst und mit einem U-Profil umrahmt. Deshalb werden Rahmen und Stäbe punktuell an gewissen Stellen geschweißt. Danach wird der Lichtschacht-Gitterrost im heißen Zinkbad gebadet. Die meisten Gitterroste haben eine Höhe von 25 mm. In diesem Fall ist die Höhe des Tragstabes 25 mm und die Höhe des Füllstabes 10 mm. Der Tragstab beim Gitterrost übernimmt die Gewichtsbelastung. Vor allem das Gewicht der Person die auf dem Gitterrost läuft. Der Tragstab muss auf beiden Seiten aufliegen, sonst wird das Gewicht nicht gehalten.